# The Centurians
The Centurians (Reunion als The Centurions) waren eine US-amerikanische Surfmusik-Band aus Newport Beach, Kalifornien. Die Band ist heute am besten für ihren Song Bullwinkle Part II bekannt.

## Geschichte
Die Band wurde von Dennis Rose Ende der 1950er Jahre gegründet und war bis in die frühen 1970er Jahre aktiv. Ihr einziges Album erschien 1963 und trug den Titel Surfers’ Pajama Party. 
1974 war ihr Lied Intoxica, eigentlich ein Cover-Song der Band The Revels, in dem Film Pink Flamingos vertreten. 1994 gelangte die Band, als sie schon längst nicht mehr aktiv war, überraschend zu internationaler Bekanntheit durch ihren Song Bullwinkle Part II, den Regisseur Quentin Tarantino bei seinem weltweit erfolgreichen Film Pulp Fiction einsetzte. Aus diesem Anlass reformierte Dennis Rose die Band im Juni 1995 unter dem Namen Centurions, es wurde ein zweites Studioalbum mit dem Titel Bullwinkle Part III aufgenommen. Im August 1995 gaben die neu reformierten Centurions ein Konzert in Huntington Beach. Mittlerweile ist die Band nicht mehr aktiv.
2004 wiederveröffentlichte das Label Del-Fi Records ihr erstes Album, allerdings entschied man, das Album mit Bullwinkle Part II zu betiteln.

## Diskografie
- 1963: Surfers’ Pajama Party (Reissue: Bullwinkle Part II, 2004)
- 1963: Surf War - The Battle of the Surf Groups (Shepherd, 1963)
- 1995: Bullwinkle Part III (als The Centurions)

## Trivia
- Der Titel und das Albumcover ihres Studioalbums Surfers’ Pajama Party waren eigentlich eine Verwechslung durch das Label Del-Fi, denn ursprünglich waren Albumtitel und Cover für ein Album von Bruce Johnston gedacht.